# Kill the Poor
Kill the Poor é uma canção de Dead Kennedys, lançada em outubro de 1980 pela Cherry Red Records como o terceiro single da banda, com Insight como lado B. A música é uma sátira contundente da elite que, se tivesse a chance, acabaria com os pobres com uma bomba. A faixa-título foi regravada para o primeiro álbum da banda, Fresh Fruit for Rotting Vegetables (1980), embora as versões do single e do álbum mostrem pouca diferença em comparação. O lado B deste single também está no álbum de compilação Give Me Convenience or Give Me Death (1987). Uma "versão disco" especial foi tocada e gravada em 3 de março de 1979 e lançada em seu álbum ao vivo Live at the Deaf Club.
Kill the Poor alcançou a posição #49 no UK Singles Chart, passando três semanas no gráfico.

## Gráficos
| Chart (1980)     | Pico |
| ---------------- | ---- |
| UK Indie Chart   | 1    |
| UK Singles Chart | 49   |

## Covers
- A banda americana de metalcore The Agony Scene fez um cover da música para a edição especial de seu álbum Get Damned em 2007.
- A banda americana de heavy metal TriviumTrivium fez um cover da música como parte de uma série de covers gravados durante a sessão de gravação de seu álbum The Sin and the Sentence em 2017.
- A banda punk russa Pornofilmy fez um cover da música com uma tradução para o russo chamada Нищих убивай (lit. Kill the poor) para seu álbum Русская мечта. Часть II (lit. Sonho Russo. Parte 2) em 2016.
- O compositor holandês Maarten Regtien fez um cover da música na parte final de seu 2º Concerto para trompete.[3]